# Mateo Roskam
Mateo Roskam (Spalato, 16 marzo 1987) è un ex calciatore croato, di ruolo attaccante.

## Carriera
Ha giocato nella prima divisione croata, in quella bosniaca, in quella singaporiana ed in quella malese.
In carriera ha giocato 8 partite di qualificazione per l'Europa League, realizzandovi anche una rete.

## Palmarès

### Club

#### Competizioni nazionali
- Coppa di Bosnia: 1

Široki Brijeg: 2012-2013